# Airbag (рок-группа)
Airbag — аргентинская рок-группа, основанная в 2004 год тремя братьями: Гастоном, Патрисио и Гвидо Сарделли. Группа выпустила пять студийных альбомов и один концертный альбом. И на данный момент[какой?] гастролируют в основном по странам Латинской Америки.

## История группы
Братья Сарделли родом из города Дон Торкуато, провинции Буэнос-Айреса. Братья Сарделли росли на музыке, которую слушал их отец, а интерес самим создавать музыку пришёл спустя некоторое время. Интерес к музыке сначала пришёл к старшему брату (Гастону), который решил создать группу со своими школьными друзьями. Друзьям негде было репетировать, поэтому они решили проводить репетиции в гараже дома Сарделли. Когда друзья Гастона уходили, Патрисио и Гастон подходили к инструментам, чтобы поиграть, а потом поняли, что это именно то, чем им бы хотелось заниматься. Вскоре, группа Гастона и его друзей начала распадаться, а группа трёх братьев начала создаваться. Гастон на бас-гитаре, Патрисио на гитаре, а младший брат Гидо на ударных. Так возникла группа «Los Nietos de Chuck» («Внуки Чака»), таково было первое название. Играя в барах и пабах, ребята звучали с каждым разом всё лучше и лучше как группа. Спустя некоторое время, Патрисио пишет свои песни, а втроём они подбирают музыку. С несколькими готовыми композициями они решают записать демо, которое распространяют везде, где это возможно. Демо попало в руки членам компании Warner Music, и они дали братьям Сарделли шанс записать их первый диск. Участники решили найти другое имя группе, и выбрали «Airbag».

## Дебютный альбом
Их первый диск, Airbag (2004), стал золотым и платиновым диском в Аргентине. Диск был записан в студии ION, в Буэнос-Айресе, на плёнку, что придавало их песням особое звучание, типичное для рока 1980-х. Группа начинает сочинять собственные песни, в то время как интерес звукозаписывающих компаний растёт с каждым днём.
Airbag получили премию от канала MTV в номинации «Лучший дебют», и премию от читателей журнала Rolling Stone как Группа-Открытие. Песни «La partida de la gitana», «Quiero estar contigo», «Solo aquí» и «Ya no recuerdo» (автором которых является Патрисио Сарделли), лидировали в чартах в Аргентине.
После тура по странам Латинской Америки, таким как Аргентина, Парагвай, Боливия, Уругвай, Чили и Эквадор и другим, выступили с двумя концертами в Gran Rex в Буэнос-Айресе. Их песни становились хитами аргентинских чартов, в то время как уже давно группы, «вышедшие из гаража», не добивалась такого успеха.

## Blanco y Negro
В 2006 году вышел новый диск «Blanco y Negro», презентация которого прошла в Луна-Парке при полном зале. В этом же году они записали саундтрек к сериалу Alma Pirata под названием «Toda una vida esperándote».
Помимо Аргентины, презентация нового диска прошла и в Чили, там же прошла и реклама диска.
Airbag выступали на одной сцене с такими артистами как: The Dillinger Escape Plan, Venom, Killswitch Engage, Bring Me The Horizon и Bullet For My Valentine. В 2007 году получили премию MTV в номинации «Лучшее Открытие Латинской Америки».

## Una hora a Tokyo
Airbag решает завершить тур и посвятить время работе над новыми песнями, что они не смогли сделать при работе над предыдущим альбомом (альбом включал старые, ранее написанные песни). Таким образом, в конце 2007 года они начали работать над первыми композициями, которые, впоследствии включили в свой новый, третий студийный альбом Una hora a Tokyo. Альбом был назван «Una hora a Tokyo», в честь знаменитого выступления экс президента Аргентины Карлоса Менема в августе 1996 года, в котором он говорил о разрабатывающимся государственном проекте, который предполагал создание системы летающих аппаратов, которые могли бы летать в стратосфере и смогли бы из Буэнос-Айреса долететь до Токио или Парижа за один час.
Альбом «Una hora a Tokyo» ознаменовывает важные изменения в группе. Все песни они создавали втроём. Гидо решает, что будет играть на ударных при записи песен, а на концертах будет играть на ритм-гитаре и петь несколько песен. В песнях «Mi sensación», «Revolución» и «Lejos del sol» он выступает как ведущий вокалист. В этом новом альбоме Патрисио играет на фортепиано, синтезаторе и гитарах. Уго Бистолфи (бывший клавишник Rata Blanca) уже во второй раз принимает специальное участие при записи одной из песен, таким образом, давая бесценный опыт группе. Первое участие Бистолфи было при записи песни «Tus ojos me engañan».

## Vorágine
После завершения раскрутки Una hora a Tokyo, трио начинает работу над уже четвёртым альбомом. В это же время начинают появляться проблемы с их менеджером, с чего для Airbag и начинается период неактивности.
Позже, журналу Sí! Clarín, Патрисио объяснил всю ситуацию:
« Всё произошло из-за контрактной проблемы с нашим бывшим представителем. Мы были детьми и подписали документ, который привязывал нас к человеку, который принёс нам очень большие убытки. Это был очень сложный период. Это были адвокатские дела, я ничего не понимал».
Пока шли судебные разбирательства, у Сарделли было много времени, чтобы написать новые песни для следующего альбома (они написали почти 100 песен, из которых 12 вошли в третий студийный альбом), и, в конце концов, разорвали контракт со своим менеджером.
20 сентября 2011 года, вышел в продажу их новый диск, Vorágine. Официальная презентация диска прошла в театре Gran Rex 7 декабря 2011 года при полном зале. С этого концерта началась запись их DVD, на который вошли также кадры из концертов в La Trastienda в Буэнос-Айресе, из театра Broadway в Росарио и из других городов, в которых проходило турне. В течение турне с диском Vorágine они выступали на одной сцене с такими группами как Calle 13, Catupecu Machu и другими. В Буэнос-Айресе и Кордобе Airbag выступали на разогреве у Noel Gallagher. После чего Ноэль Галлахер сказал, что он остался в тени после выступления аргентинской группы такого уровня, и такой манеры игры на гитаре как у Патрисио Сарделли. Они также играли в Паране, Энтре-Риос на празднике весны.
Airbag выступил с диском Vorágine по всей Аргентине. В августе 2012 вышла премьера клипа Cae el Sol, срежиссированного Gabriel Grieco и Патрисио Сарделли.
В октябре Airbag отправляется в Чили и даёт концерт в Movistar Arena в Сантьяго, где и начинает своё турне по Латинской Америке. В ноябре возвращаются в Аргентину, чтобы дать два концерта в театре Vorterix в Буэнос-Айресе. В это же время объявили название следующего CD+DVD, который называется «SAMSARA», и сделали презентацию в театре Gran Rex в Буэнос-Айресе (шоу, с которым они проводили презентацию Vorágine и возвращались на сцену после периода неактивности). На DVD вышел документальный фильм о записи последнего альбома и бонус-трек — новая песня, которая вошла только на диск Samsara.

## Samsara
После огромного количества выступлений и записи их первого CD-DVD en Vivo, под названием «Samsara», который вышел в формате HD, Airbag начинает задумываться над записью и выходом пятого студийного альбома.
Братья Сарделли провели огромную работу над созданием пятого диска, который обещает выдвинуть группу на первый план во всей Латинской Америке. Согласно некоторым источникам, для записи одной из песен была приглашёна одна очень знаменитая персона.
Патрисио Сарделли, композитор и гитарист высокого уровня, решился включить в запись диска такие инструменты как скрипка, виолончель и другие. На данный момент Пато можно считать мультиинструменталистом группы, потому что он умеет играть на очень хорошем уровне на фортепиано, акустической гитаре и электрогитаре, скрипке, виолончели, talk box-е и на ударных. Также Патрисио является сорежиссёром (вместе с кинорежиссёром Габриэлем Гриеко, которые уже срежиссировал такие клипы группы как «Amor de verano» и «Y tù») клипа «Cae el Sol» и «Bajos instintos», в которые было хорошо профинансированы.
В скором времени они объявляют дату выхода нового диска и даты концертов, также они готовятся к прощальному выступлению 2013 года с диском Voragine, и готовят большой праздник к юбилею группы (10 лет), который состоится 2014 года.

## Libertad
После длительного турне, записи CD+DVD с концертом в Луна Парке и прощального концерта с четвёртым альбомом Vorágine в театре Vorterix, братья Сарделли начинают записывать свой пятый студийный альбом, который служит началом юбилейного празднования в честь 10-летия группы. У группы большие надежды на этот альбом, так как песни, входящие в него, отличаются от предыдущий более глубоким смыслом, они имеют социальную направленность и говорят о социальных справедливости и равенстве, о ненависти и мировых проблемах.
Среди песен альбома, можно выделить несколько песен. Во-первых, это песня «Fugitivo», которая была создана и записана при участии Ricardo Mollo, который исполнил гитарное соло. Во-вторых, песня «Testigos de la Destrucción», в которой впервые ведущим вокалистом является бас гитарист Гастон Сарделли. Эта песня рассказывает о глобальных экологических проблемах, которыми очень интересуется Гастон. В-третьих, песня «Por Mil Noches» сингл альбома, которая была представлена в сентябре. 13 октября вышли в свет песни «Sube Sube» и «Fugitivo» на фестивале Personal Fest. В конце ноября был проведён розыгрыш билетов, который прошёл на радио, телевидении и в социальных сетях, на официальную презентацию диска в «The Roxy Live». В начале 2014 года группа объявила о турне с диском Libertad, который так и называется Libertad Tour, который прошёл по всей стране, а также о праздновании 10-летия группы. Год группа начинает с концертов. 11 января в Ла-Фальда, Кордова прошёл первый концерт из Либертад Тура. Реклама диска прошла на официальной страничке группы в Facebook, где предлагалось приобрести диск с автографоми участников группы и с медиатором, в стиле обложки альбома, в подарок.